# Lottie Andreasson
Charlotte Lottie Marie Andréason, född 21 juli 1903 i Tyskland, död 13 december 1992 i Bromma församling, Stockholm, var en tysk-svensk violinist, bosatt i Sverige sedan 1910.

## Biografi
Andreasson fick sin utbildning av Lars Zetterquist och Charles Barkel. Förutom egna konserter framträdde hon från 1926 ofta som solist med orkester i Stockholms konsertförening och i landsorten. Hon var medlem av Berwaldtrion och från 1933 i Stockholms radioorkester. Hon var sedan 1924 gift med musikdirektör och dirigent Carl Martin Andréason (1893-1974)